# Akadama

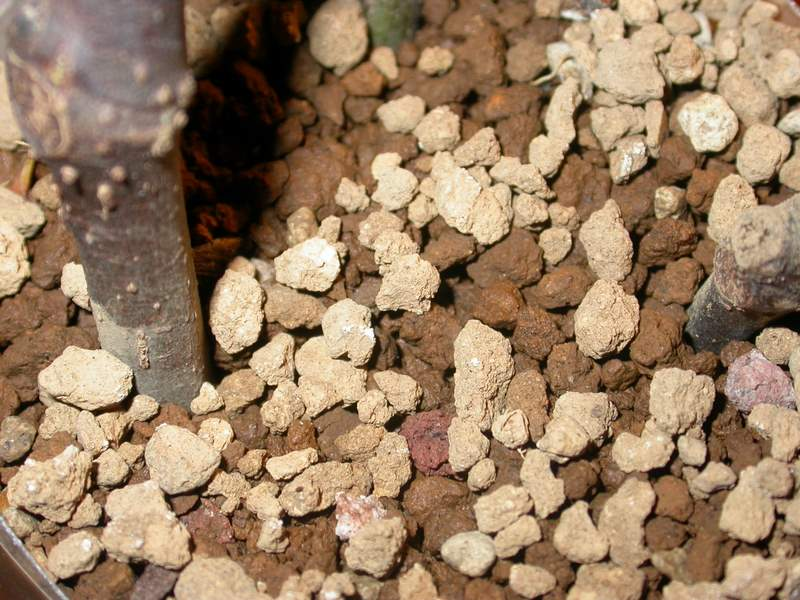
Akadama mi-sèche, mi-humide. Lorsque tous les granulés sont beige clair en surface, cela peut être un signal pour l'arrosage.

L'akadama (du japonais 赤 [aka] : rouge et 玉 [tama] : balle) est une argile granuleuse de couleur rouge brun utilisée comme substrat de culture neutre principalement pour les bonsaïs. On la trouve uniquement au Japon.
L'origine volcanique de l'akadama en fait une sorte de terre cuite mais « à peine » cuite. Contrairement à l'argile ordinaire, l'akadama a une texture solide et ne se tasse donc pas. Les grains d'akadama ont une bonne tenue et ne deviennent friables que s'ils sont comprimés de façon assez importante ou après 2 à 3 ans d'arrosage régulier. Lorsqu'on utilise l'akadama comme substrat pour bonsaï, c'est à ce moment-là qu'on procède au rempotage pour éviter que les racines ne manquent d'air.

## Utilisation
La structure et la granulométrie de ce substrat permettent de conserver un niveau d'aération, de drainage et d'humidité idéal pour le bon développement des végétaux en favorisant la pousse des racines.
Le fait que sa couleur soit très marquée par son taux d'humidité facilite le suivi du cycle d'arrosage. 
Il faut dire que la pierre ponce trouve également sa place chez les amateurs de bonsaï. En effet, sa capacité d'absorption importante lui permet aussi de stocker l'eau et l'engrais nécessaires à la bonne santé des bonsaï. 
La pierre ponce est donc de plus en plus utilisée au détriment de l'akadama du fait de ses résultats très impressionnants.
Il existe aussi des substrats de culture volcanique associant diverses matières premières d'origine volcanique qui sont largement utilisés dans des cultures de bonsaï mais aussi en jardin espace vert et en végétalisation de toit.
On peut aussi utiliser l'akadama comme substrat en aquariophilie. Les déchets organiques passent entre les grains, préservant ainsi l'aspect propre de l'aquarium. Les bactéries profitent alors de la porosité du sol pour se développer et transformer les déchets en matières minérales utiles à la croissance des plantes.
Le sol remplit alors la fonction de filtre naturel, aidant grandement à l'équilibre du bac, mais en faisant diminuer le pH.

## Chimie
- Composition : SiO2 42,7 %  CaO 0,98 %  MgO 2,5 %  MnO 0,15 %  Fe2O3 8,4 %  Al2O3 25,1 %
- pH = 6.9
- conductance = 0.052 mS/cm